# Mezinárodní astronautický kongres

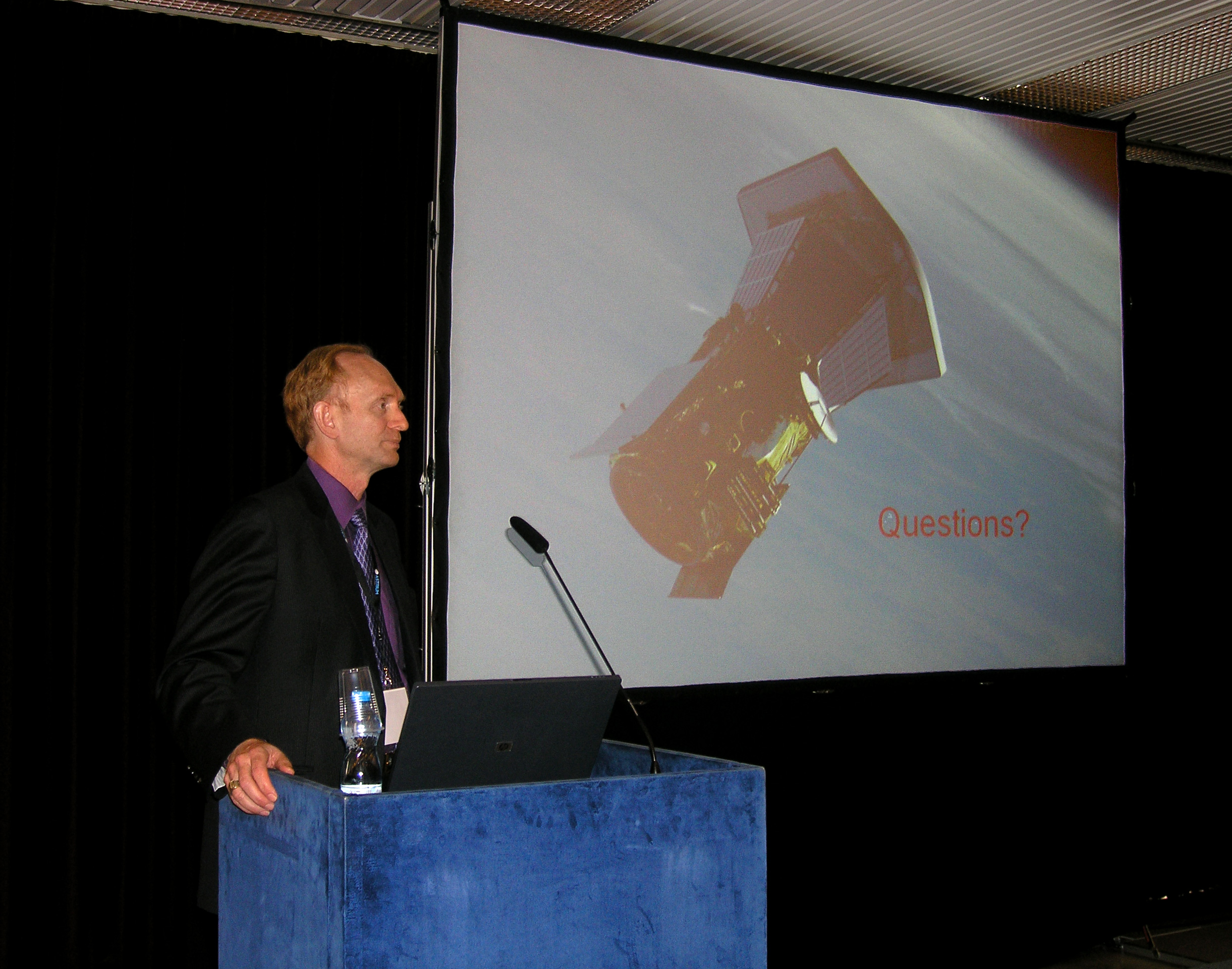
James Kinnison přednáší na 61. Mezinárodním astronautickém kongresu v Praze

Mezinárodní astronautický kongres (anglicky International Astronautical Congress, ve zkratce IAC) je akce, kterou pořádá Mezinárodní astronautická federace ve spolupráci s Mezinárodní astronautickou akademií. Kongres se koná každoročně od roku 1950. Jeho programem jsou jak plenární setkání, tak tematické technické přednášky o kosmonautice a souvisejícím výzkumu vesmíru.

## Pražský kongres 2010

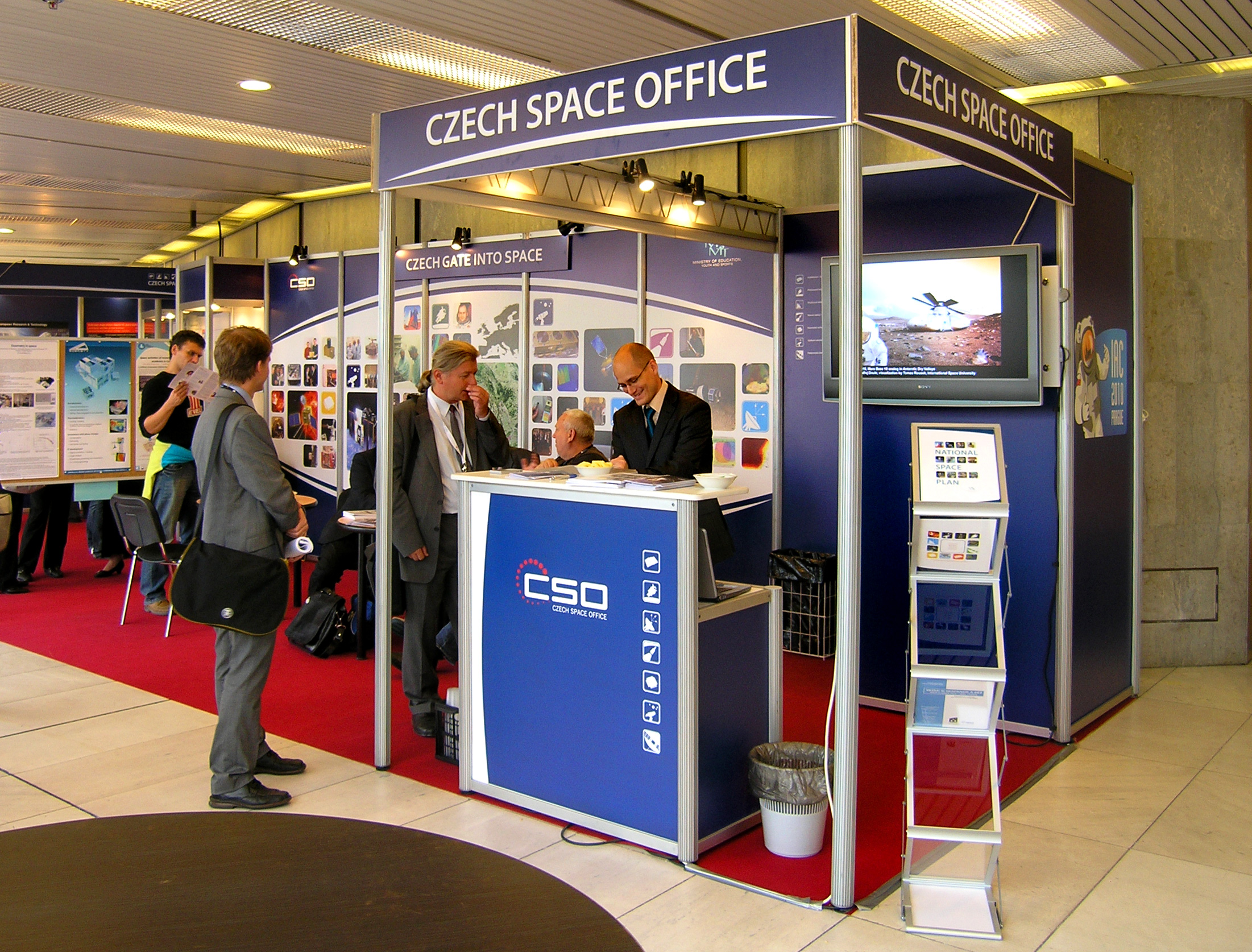
Česká kosmická kancelář IAC 2010

31. mezinárodní astronautický kongres se konal ve dnech 27. září – 1. října 2010 v Kongresovém centru v Praze. Zúčastnilo se jej 3 431 účastníků. Předsedou místního organizačního výboru byl ředitel České kosmické kanceláře Jan Kolář. 